# Elmarbouh
Elmarbouh (franska: Elmarbouh (CR), Elmarbouh (Commune Rurale), arabiska: العامرية) är en kommun i Marocko.   Den ligger i provinsen El Kelaâ des Sraghna och regionen Marrakech-Safi, i den norra delen av landet, 220 km söder om huvudstaden Rabat. Antalet invånare är 7 567.